# Сержант-майор армії США

Шеврон сержант-майора армії США

Особистий прапор сержант-майора армії США

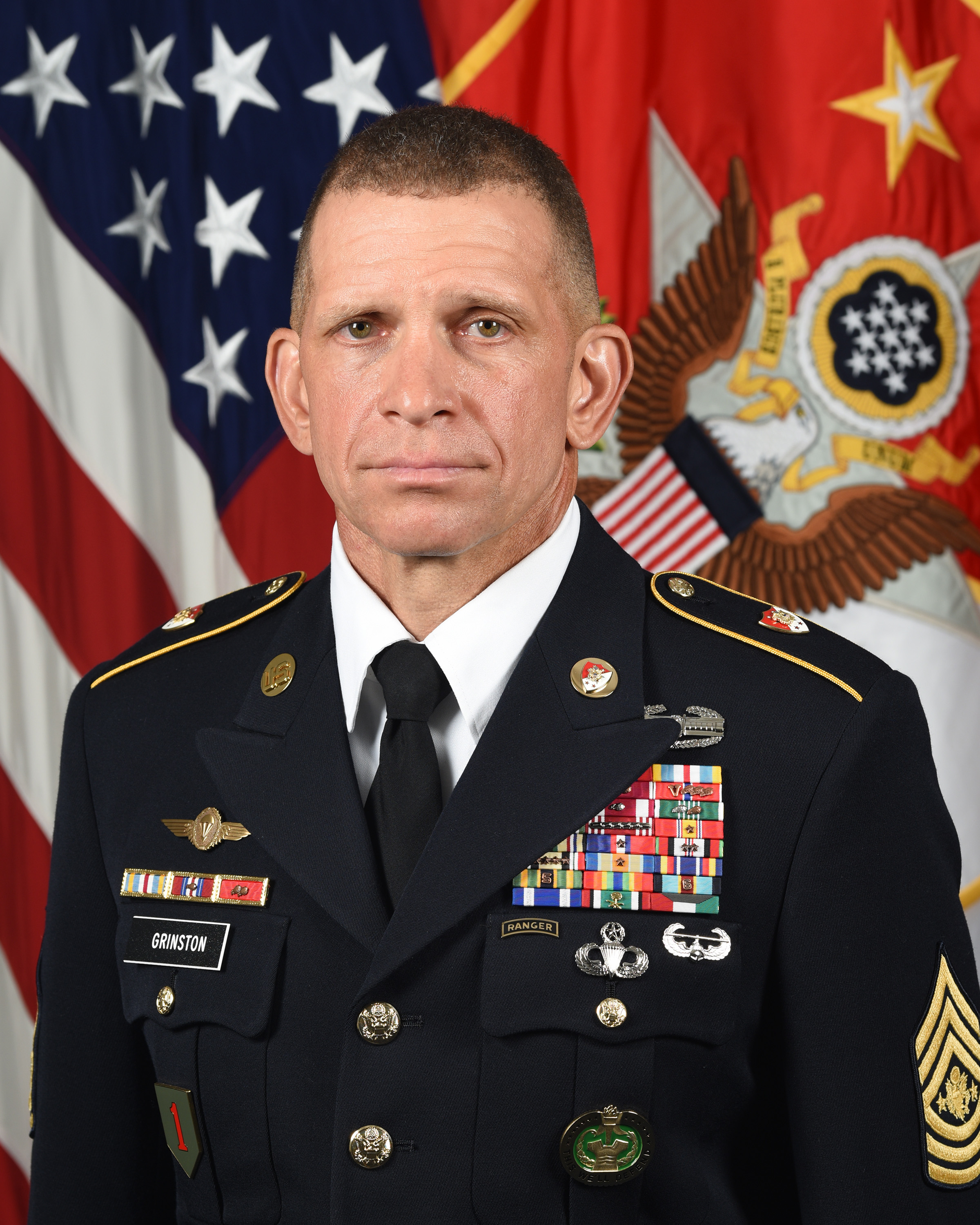
Чинний сержант-майор армії США Майкл Грінстон (з 9 серпня 2019)

Сержа́нт-майо́р армії США (англ. Sergeant Major of the Army) — найвище військове звання сержантського складу армії США в Збройних сил країни. В армії США це звання відноситься до дев'ятого ступеня військової ієрархії (E-9) поруч з військовими званнями сержант-майора та головного сержант-майора.
В армії США це військове звання має лише один військовослужбовець серед сержантів сухопутних військ, який є офіційним представником усіх солдатів та сержантів перед вищим командуванням — в тому числі перед начальником штабу армії США.
Останнім призначеним сержант-майором армії США є Майкл Грінстон (з 9 серпня 2019 року).
У Збройних силах США дорівнює таким званням:
- Головний майстер-сержант Повітряних сил США — у ПС країни,
- Майстер чиф-петті офіцер ВМС США — у ВМС країни,
- сержант-майор Корпусу морської піхоти США — в Корпусі морської піхоти США,
- Майстер чиф-петті офіцер Берегової охорони США — в Береговій охороні.

## Див. також

Нарукавний шеврон сержант-майора армії США
Нашивка сержант-майора армії США з 1966 до 1979
Нашивка сержант-майора армії США з 1979 до 1994